# Caido
Pour plus de détails, voir Fiche technique et Distribution.
Caido est un film québécois de comédie dramatique écrit et réalisé par Michel Brûlé en 2008. Le film raconte l'histoire de Matheo, un musicien célèbre dont la vie bascule après un accident qui le laisse handicapé, et de la mode pirate qu'il inspire, poussant les jeunes à l'automutilation. 
Le film n'ayant jamais été diffusé officiellement en salle, il ne peut être visionné que par le biais des Projections Caido Redux, une initiative mise en place par Benoît Rodrigue. Ce dernier est actuellement la seule personne à posséder une copie légale du film, qui lui a été remise en mains propres par le réalisateur Michel Brûlé. Cette remise a eu lieu avant le décès de Michel Brûlé. 
Le film suit Mercure, le manager d'un jeune chanteur prometteur, doit essayer de lui trouver une nouvelle image pour relancer sa carrière après qu'une tragédie l'a frappé.

## Synopsis
Matheo est un musicien populaire à succès, mais mène une vie amoureuse instable jusqu'à ce que son manager, Mercure, lui présente une fan nommée Julie. Les deux tombent immédiatement amoureux. Pendant ce temps, Simon, un musicien sans succès, semble avoir un lien étrange avec la trajectoire de Matheo. Mais, ne pouvant plus vivre dans la pauvreté, Simon décide de se suicider en sautant du troisième étage d'un immeuble. Sa chute coïncide avec un accident de voiture qui emporte la belle Julie et laisse Matheo handicapé, ayant perdu un œil et une main.
Matheo est désemparé, s'abandonne à l'alcool et développe une dépendance à la morphine, laissant ses problèmes financiers s'aggraver jusqu'à n'avoir plus d'argent. La nouvelle petite amie de Mercure, Mathilde, a alors l'idée de génie de lancer la mode pirate en utilisant le corps mutilé de Matheo. Avec un œil couvert et une prothèse de pirate à la main, Matheo devient une star internationale grâce à la prononciation anglaise de ses chansons en français à succès.
Cependant, Matheo craint que la mode pirate n'incite les jeunes à l'automutilation pour ressembler à leur idole. Il décide de mettre fin à la mode pirate, mais les médias sont indifférents, car Simon, le musicien sans succès qui a tenté de se suicider plus tôt dans le film, a survécu et a lancé la mode Caido, qui consiste à se fracturer le plus d'os possible dans le corps.

## Fiche technique
- Titre original : Caido
- Réalisation : Michel Brûlé
- Scénario : Michel Brûlé
- Musique : Michel Brûlé et Gilles Brisebois
- Photographie : Olivier Donohue
- Décors : Mireille Roy
- Costumes : Louise Eusanio
- Montage : Christopher Langston
- Production : Michel Brûlé
- Production déléguée : Martin Berarelli
- Société de production : Les Productions Dauphine
- Pays de production :  Canada
- Langue originale : français
- Genre : comédie dramatique
- Budget : 200 000 CAD[2]

## Distribution
- René Arbour : Jocelyn
- François Avard : Lui-même
- Kim Boivin : Annick
- Jean-Guy Bouchard : Dr Georges
- Pierre Brassard : Tom Miller
- Michel Brûlé : Mercure
- Mario Bélanger : François
- Carina Caputo : Julie
- Guillaume Cyr : Marco Bergeron
- Mathieu Dufresne : Mathéo 'Math le pirate'
- Benoît Dutrizac : Lui-même
- Pierre Falardeau : Lui-même
- Carmen Ferland : Mère Mathéo
- Eliane Gagnon : Cliente tatoueur
- Alain Gauthier : Taxidermiste
- Genevieve Guilbault : Geneviève
- Daniel Laflamme : Simon 'Caido'
- Patrick Lagacé : Lui-même
- Olivier Laroche : Bassiste
- Marjolaine Lemieux : Judith Landry
- Annick Léger : Mère Simon
- François Léveillée : Jérémy
- Jean-François Mercier : Tatoueur
- Luck Mervil : Mark Luron
- Symon Michaud : Michaël
- Réjean Obomsawin : Lui-même
- Janie Pelletier : Ingrid
- Brigitte Pogonat : Mélanie
- Yorie Poirier-Vachon : Lilia
- Claude Péloquin : Lui-même
- Jacynthe René : Mathilde
- Cathleen Rouleau : Cindy Choquette
- Roxanne St-Gelais : Vendeuse menottes
- Alain Stanké : Avocat
- Léa Traversy : Vanessa